# 再開発プランナー
再開発プランナー（さいかいはつプランナー）は、一般社団法人再開発コーディネーター協会の認定資格(民間資格)で、まちづくり（法定再開発から任意の共同化にいたるまで幅広い）や、マンション建替え等の再開発専門技術者としての称号である。
都市再生、賑わい創出、景観形成などのまちづくりをリードする専門家であり、都市再開発において、資金計画、権利変換計画、管理運営計画等の作成、権利者調整・個別合意形成等を行うための一定水準以上の知識・技術を有し、様々なまちづくりを推進する役割を担っている。
民間資格ではあるが、日本で唯一の再開発専門技術者の資格制度であり、地方自治体における分譲マンション建替えの相談員としての登録要件の一つとなるケースや、法定再開発事業における業務代行の選考基準や共同施行者の募集において再開発プランナー資格者の有無が考慮されるケースがあるなど社会的にも定着しつつある状況にある。

## 再開発プランナー試験
受験資格は20歳以上であることのみで、学生も試験(筆記試験)を受験できる。再開発プランナーになるためには実務経験が必要だが、筆記試験合格後に実務経験を積むことにより再開発プランナー登録を受けることができる。
学科試験の試験範囲は、市街地再開発事業及びマンション建替え事業に係る法律等、都市計画法等関連法規、不動産関連法規、評価・補償、その他である。
実技試験の試験範囲は、市街地再開発事業及びマンション建替え事業の手続き、事業計画及び権利変換計画の作成並びにその他の都市再開発の事業の企画、事業計画及び権利調整に係ることである。
- 実施時期
  - 年1回（通常8月の最終日曜日）
- 筆記試験
  - 学科試験(4肢択一100点)、実技試験(記述含む筆記100点)、計200点満点

| 区分     | 時 間                       |
| -------- | --------------------------- |
| 学科試験 | 10：00～12：30（2時間30分） |
| 休 憩    | 12：30～14：00              |
| 実技試験 | 14：00～17：00（3時間）     |

- 試験地
  - 東京、大阪
- 実務経験審査と登録
筆記試験合格者を対象とし、3年以上の都市再開発事業に関する実務経験を有することについて、書類審査及び面接審査（H16年度以降）により審査する。
実務経験とは、都市再開発法に基づく市街地再開発事業等に限定されず、広く都市の環境形成につながる土地や建物に係わる事業の企画、調査、計画、設計、工事、権利調整、資金調達、販売、管理運営等の業務に携わったことをいい、上記業務に係わる行政経験、大学等における大学卒業後の研究活動も実務経験に該当する。また、修士課程又は前期博士課程は、その期間を実務経験年数１年とみなす。

受験者、合格者数は下表の通りで、創設当初及び平成24年度の37.9%を除き、合格率は概ね約3割で推移している。（H16年度以降は筆記試験について）
| 実施年度   | 受験者数 | 合格者数 | 合格率 | 合格点                                       |
| ---------- | -------- | -------- | ------ | -------------------------------------------- |
| 平成4年度  | 1,184人  | 439人    | 37.1%  | 非公表                                       |
| 平成5年度  | 685人    | 169人    | 24.7%  | 非公表                                       |
| 平成6年度  | 467人    | 140人    | 30.0%  | 非公表                                       |
| 平成7年度  | 442人    | 132人    | 29.9%  | 非公表                                       |
| 平成8年度  | 385人    | 114人    | 29.6%  | 非公表                                       |
| 平成9年度  | 420人    | 132人    | 31.4%  | 非公表                                       |
| 平成10年度 | 406人    | 121人    | 29.8%  | 非公表                                       |
| 平成11年度 | 348人    | 103人    | 29.6%  | 非公表                                       |
| 平成12年度 | 282人    | 83人     | 29.4%  | 非公表                                       |
| 平成13年度 | 300人    | 89人     | 29.7%  | 非公表                                       |
| 平成14年度 | 351人    | 102人    | 29.1%  | 非公表                                       |
| 平成15年度 | 407人    | 127人    | 31.2%  | 学科50点実技60点以上で、かつ2科目計140点以上 |
| 平成16年度 | 410人    | 119人    | 29.0%  | 学科50点実技52点以上で、かつ2科目計122点以上 |
| 平成17年度 | 360人    | 102人    | 28.3%  | 学科50点実技60点以上で、かつ2科目計136点以上 |
| 平成18年度 | 413人    | 121人    | 29.3%  | 学科50点実技58点以上で、かつ2科目計123点以上 |
| 平成19年度 | 467人    | 137人    | 29.3%  | 学科50点実技60点以上で、かつ2科目計122点以上 |
| 平成20年度 | 517人    | 147人    | 28.4%  | 学科50点実技60点以上で、かつ2科目計110点以上 |
| 平成21年度 | 486人    | 142人    | 29.2%  | 学科50点実技60点以上で、かつ2科目計123点以上 |
| 平成22年度 | 474人    | 138人    | 29.1%  | 学科50点実技60点以上で、かつ2科目計136点以上 |
| 平成23年度 | 473人    | 136人    | 28.8%  | 学科50点実技60点以上で、かつ2科目計122点以上 |
| 平成24年度 | 448人    | 170人    | 37.9%  | 学科50点実技60点以上で、かつ2科目計140点以上 |
| 平成25年度 | 452人    | 131人    | 29.0%  | 学科50点実技60点以上で、かつ2科目計132点以上 |
| 平成26年度 | 528人    | 154人    | 29.2%  | 学科50点実技60点以上で、かつ2科目計126点以上 |
| 平成27年度 | 723人    | 209人    | 28.9%  | 学科50点実技60点以上で、かつ2科目計126点以上 |
| 平成28年度 | 758人    | 211人    | 27.8%  | 学科50点実技60点以上で、かつ2科目計130点以上 |
| 平成29年度 | 853人    | 249人    | 29.2%  | 学科50点実技60点以上で、かつ2科目計125点以上 |
| 平成30年度 | 804人    | 235人    | 29.2%  | 学科50点実技60点以上で、かつ2科目計129点以上 |
| 令和元年度 | 868人    | 248人    | 28.6%  | 学科50点実技60点以上で、かつ2科目計135点以上 |
| 令和2年度  | 562人    | 165人    | 29.4%  | 学科50点実技60点以上で、かつ2科目計125点以上 |
| 令和3年度  | 921人    | 269人    | 29.2%  | 学科50点実技60点以上で、かつ2科目計110点以上 |
| 令和4年度  | 862人    | 250人    | 29.0%  | 学科50点実技60点以上で、かつ2科目計131点以上 |
| 令和5年度  | 971人    | 297人    | 30.6%  | 学科50点実技60点以上で、かつ2科目計140点以上 |
| 令和6年度  | 907人    | 292人    | 32.2%  | 学科50点実技60点以上で、かつ2科目計140点以上 |

- 備考
  - その他、平成4年度、平成5年度に特例試験が行われた。

## URCAマンション建替えアドバイザー
再開発プランナー資格者が所定の研修を修了すると、「URCAマンション建替えアドバイザー」として登録することができる。
マンション建替えアドバイザーは、マンションの建替えにむけての計画を進めるにあたり、組合の設立、権利変換計画の策定、建替え計画案の作成や資金負担の問題など区分所有者毎の対応等、合意形成のプロとして期待される専門家である。

### 関連資格
- 宅地建物取引士
- 建築士
- 技術士
- 中小企業診断士
- 土地家屋調査士
- 不動産鑑定士
- 土地区画整理士
- マンション管理士
- 補償コンサルタント
- 補償業務管理士